# Shane Embury

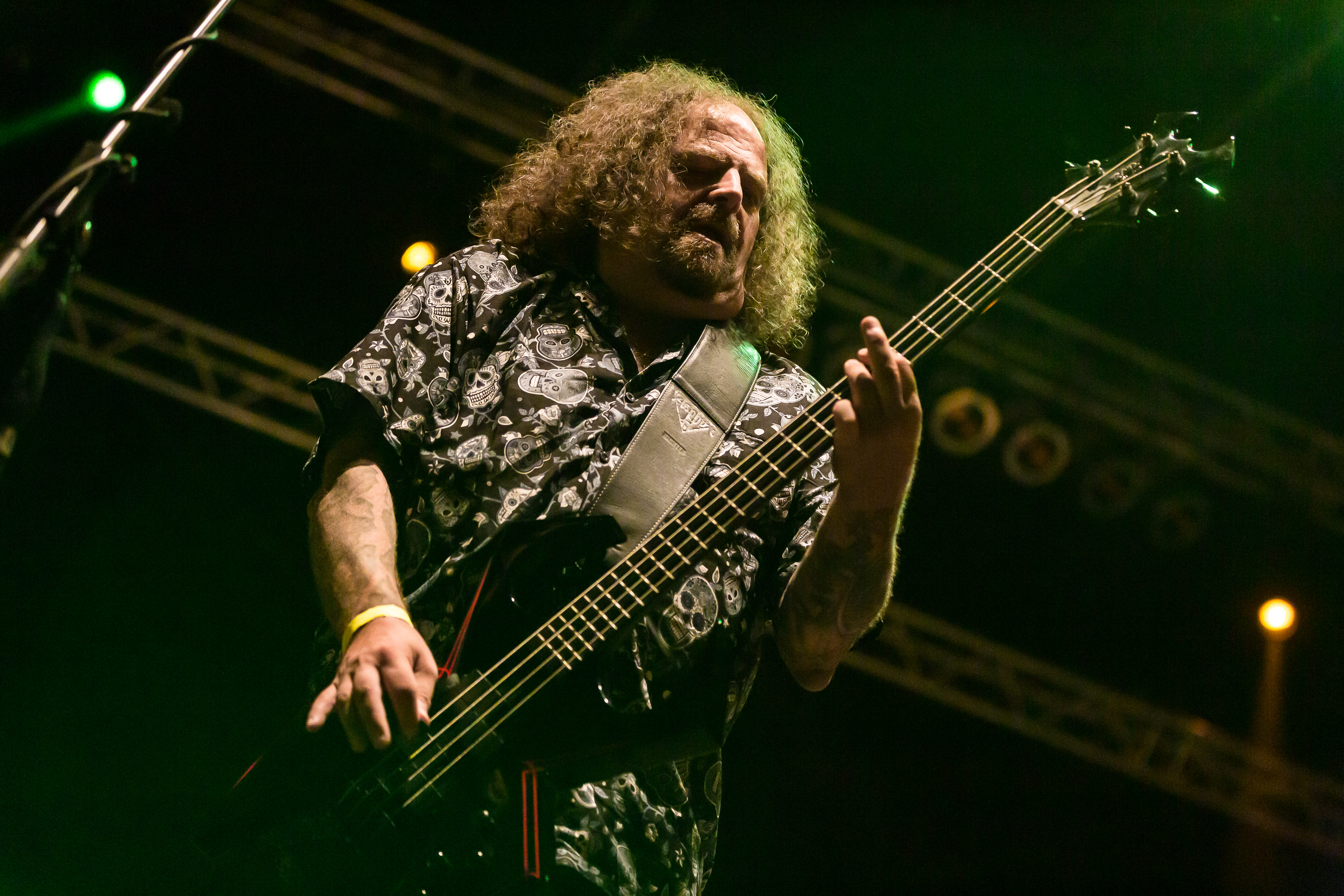
Shane Embury (2022)

Shane Embury (* 27. November 1967 in Broseley, Shropshire) ist ein englischer Musiker. Bekannt wurde er als langjähriger Bassist der Grindcore-Band Napalm Death.

## Leben

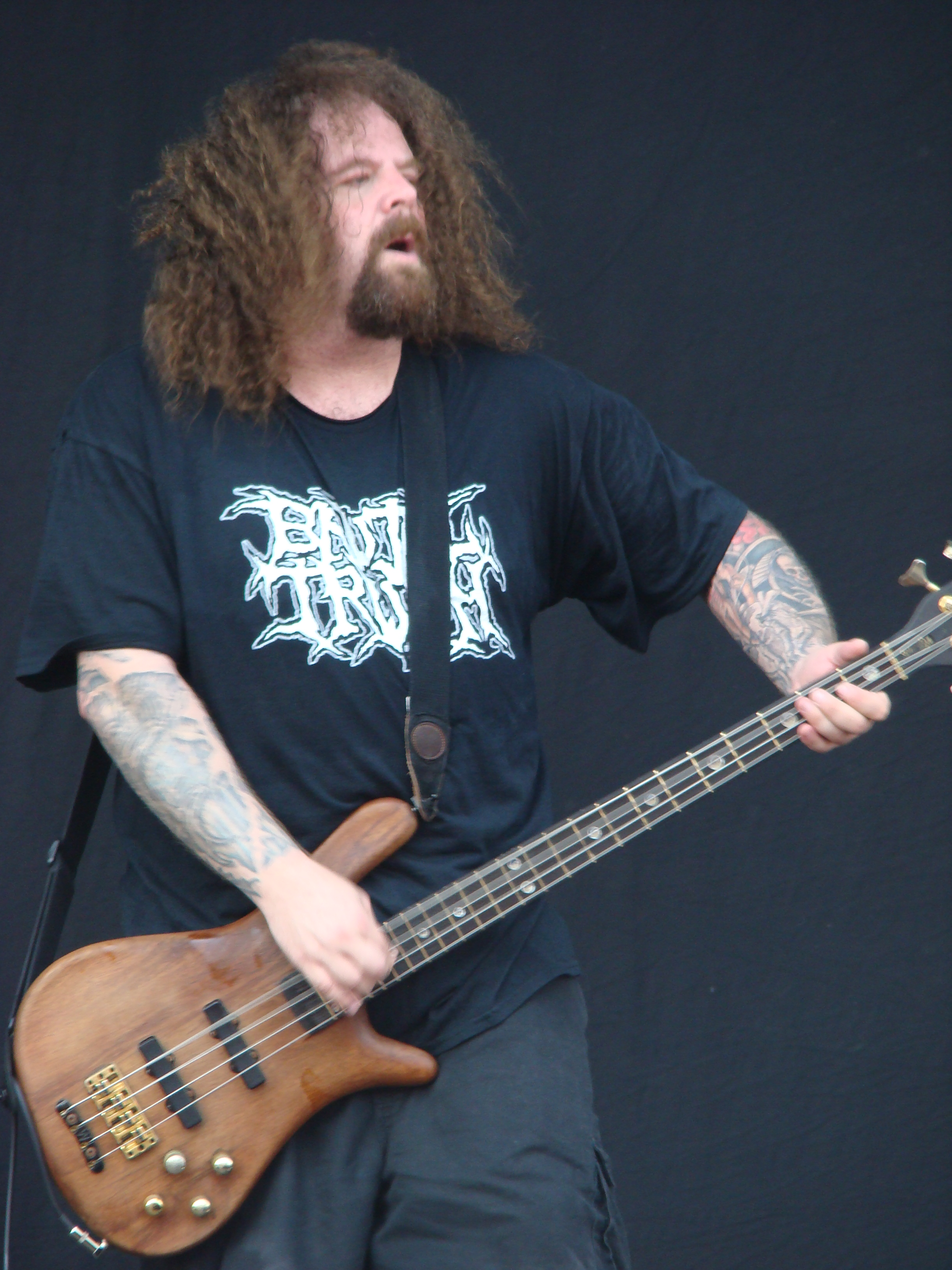
Shane Embury (2009)

Embury wuchs in Broseley, einem kleinen Dorf in der Grafschaft Shropshire, auf. Mit 16 Jahren verließ er die Schule und arbeitete als Schichtarbeiter in einer Fabrik. Etwa zu dieser Zeit brachte er sich das Schlagzeug-Spielen bei, später kam als weiteres Instrument der E-Bass hinzu. Anfang 1984 gründete er mit einigen Freunden aus seinem Ort die Thrash-Metal-Band Warhammer, die es lediglich auf zwei Demos brachte. Anfang 1986 gehörte der zu der Zeit arbeitslose Embury zu den aktivsten Tape-Tradern in England und verschickte 30 bis 40 Musikkassetten pro Woche. Im selben Jahr gründete er mit dem ebenfalls aus Broseley stammenden Mitch Dickinson die Band Unseen Terror. Ein erstes Angebot von Mick Harris, Mitglied von Napalm Death zu werden, schlug Embury Anfang 1987 zunächst aus und wurde Schlagzeuger von Azagthoth, mit denen er ein Demo aufnahm. Er verließ Warhammer wieder, um sich ganz auf Unseen Terror zu konzentrieren. Nach eigenen Angaben war er zeitweise als Roadie für Napalm Death tätig und schnitt auch den Ton bei Konzerten mit. Im Herbst 1987 stieg er als Bassist bei Napalm Death ein und ist es ohne Unterbrechungen bis heute. Embury ist damit nicht nur das langjährigste Mitglied der Gruppe, sondern ist bis auf das Debüt Scum auch auf allen Studioalben von Napalm Death zu hören.
Neben seiner Tätigkeit bei Napalm Death war Embury an einer Vielzahl an Projekten beteiligt. Seit 1989 ist er unter dem Pseudonym Hongo Gitarrist von Brujeria und spielte Bass auf den zwei Alben von Meathook Seed, dem Projekt von Napalm-Death-Gitarrist Mitch Harris. Zusammen mit Jesse Pintado, Nick Barker und Peter Tägtgren gründete er 1998 die Band Lock Up, mit der er drei Studioalben veröffentlichte. Seit 2004 spielt er in dem Black-Metal-Projekt Insidious Disease und in der Hardcore-Punk-Band Venomous Concept. Mit seinem Dark-Ambient-Projekt Dark Sky Burial veröffentlichte er 2020 das erste Album De Omnibus Dubitandum Est.
Shane Embury ist seit 2007 mit einer Japanerin verheiratet, das Paar hat zwei Kinder und lebt in Birmingham.

## Diskografie
mit Brujeria
→ siehe Brujeria: Diskografie
mit Insidious Disease
→ siehe Insidious Disease: Diskografie
mit Lock Up
- Pleasures Pave Sewers (Nuclear Blast, 1999)
- Hate Breeds Suffering (Nuclear Blast, 2002)
- Necropolis Transparent (Nuclear Blast, 2011)

mit Meathook Seed
→ siehe Meathook Seed: Diskografie
mit Napalm Death
→ siehe Napalm Death: Diskografie
mit Unseen Terror
- Human Error (Earache, 1987)

mit Venomous Concept
- Retroactive Abortion (Ipecac Recordings, 2004)
- Poisoned Apple (Century Media, 2008)

mit Dark Sky Burial
- De Omnibus Dubitandum Est (Extrinsic Recordings, 2020)
- Quod Me Nutrit Me Destruit (Extrinsic Recordings, 2021)
- Vincit Qui Se Vincit (Extrinsic Recordings, 2021)
- Nascentes Morimur Morientes Nascimur (Selbstverlag, 2023)